# Геронимовка
Герони́мовка (укр. Геронимівка) — село в Черкасском районе Черкасской области Украины.
Почтовый индекс — 19601. Телефонный код — 472.

## Население
Население по переписи 2001 года составляло 2988 человек.

### Языковой состав
Родной язык населения по данным переписи 2001 года:
| Язык       | Численность, чел. | Доля     |
| ---------- | ----------------- | -------- |
| Украинский | 2 828             | 94,65 %  |
| Русский    | 154               | 5,15 %   |
| Другое     | 6                 | 0,20 %   |
| Итого      | 2 988             | 100,00 % |

## Достопримечательности
- Братская могила советских воинов, среди похороненных — Герой Советского Союза Пётр Вернигора.

## Местный совет
19601, Черкасская область, Черкасский район, село Геронимовка, улица Мичурина, дом 1